# Yarrow (flod)
Yarrow är en flod i Lancashire i norra England. Den är en biflod till Douglas och därmed Ribble.
Floden är idag relativt nedsmutsad, men återhämtar sig sakteliga. Lostock, Chor, Black Brook (Chorley), Green Withins Brook och Limestone Brook flyter alla in i Yarrow.

## Djurliv
Efter att under flera år tagit emot föroreningar på grund av utsläpp av avloppsvatten från Whitter's factory och Stanley's factory, är floden nu betydligt renare, och har som sådan lockat till sig fåglar såsom strömstarar, forsärla och kungsfiskare, och fiskar såsom öring, färna, stäm och skäggkarp.
Passager för fiskar  har installerats vid Pincock, Birkacre och Duxbury, för att möjliggöra uppströms lekande fisk som annars inte skulle kunna ta sig upp för fördämningar. Lax har hittats vid Duxbury för första gången på över hundra år.
Borttagning av växterna jättebalsamin, parkslide och rhododendron växter utförs för att möjliggöra att lågväxande inhemska arter frodas.